# John Graham, 3:e earl av Montrose
John Graham, 3:e earl av Montrose, född omkring 1547, död 1608, var en skotsk statsman, farfar till James Graham, 5:e earl av Montrose.
Graham stred 1568 vid regenten Morays sida mot Maria Stuart vid Langside, tog livlig del i de följande partistriderna, var 1581 med om att i förbund med Arran störta den mäktige Morton, blev 1584 lordskattmästare och var en tid jämte Arran allrådande, men störtades jämte denne  1585. 
1599 blev Graham lordkansler, var efter kung Jakobs avresa till England 1603 den egentlige utövaren av regeringsmakten i Skottland och fick 1604 även titeln vicekung.